# Дюбоск, Луи-Франсуа
Луи-Франсуа Мариус Дюбоск (фр. Louis-François Marius Dubosc; 6 февраля 1901 года, Панасак, Жер — 8 июня 1991 года, Кондом, там же) — французский социалист, член Палаты депутатов Третьей французской республики от департамента Жер с 1936 по 1942 год.

## Биография
Луи-Франсуа Мариус Дюборск родился 6 февраля 1901 года в Панасаке, департамент Жер. Окончил педагогический колледж и нормальную школу в Оше, работал учителем в родном департаменте. Был членом Национального союза учителей, был делегатом на Всеобщей конфедерации труда Франции, в 1923 году вступил в СФИО. С 1925 по 1927 год занимался приёмом итальянских антифашистов в своём департаменте, в том числе Пьетро Ненни и Луиджи Камполонги. На XXIV (Лионском) съезде СФИО поддержал левое фракцию партии Социалистическая борьба, созданную Александром-Мари Деруссо и Жаном Зиромски, о чём сообщил последнему в письме от 10 января 1931 года. С 1928 года — секретарь секции СФИО в родном департаменте.
В 1932 году Социалистическая федерация Жера выдвинула кандидатуру Дюбоска на выборах в Палату депутатов в избирательном округе Кондом-Лектур, но проиграл радикальному социалисту Анри Мааню. В 1936 году вновь баллотировался в парламент и получил мандат, набрав во втором туре 11 256 голосов из 19 779. Был членом Комиссии по общественным работам и средствам связи и Комиссии по напиткам, среди его предложений был законопроект об установлении системы одномандатных округов с пропорциональным представительством партий при выборах депутатов, а также предложение о предоставлении SNCF раз в год бесплатного проезда лицам, сопровождающим пожилых или немощных родителей, посещающих могилу умерших на полях Великой войны сыновей. В 1937 году был избран депутатом Генерального совета департамента Жер от округа Кондом.
С началом Второй мировой войны был мобилизован в чине офицера. Был награждён орденом Почётного легиона и Военным крестом, почётный командир резерва. 10 июля 1940 года присутствовал в Виши во время голосования за конституционный закон, который наделял Филиппа Петена диктаторскими полномочиями, и проголосовал за, а также подписал декларацию Бержери. Тем не менее, после войны он заявил, что не ратифицировал декларацию и 9 июля выразил протест Гастону Бержери по поводу её содержания. Вошёл в состав Министерства транспорта Жана Бертело, который покинул 23 декабря 1940 года. Правительство Виши не лишило его мандата в Генеральном совете Жера. В 1941 году начал помогать еврейским предпринимателям покинуть Францию, обвинялся в распоряжении их собственностью. Подозревался в организации в Верхних Пиренеях тайного общества недовольных режимом Петена «Патриоты». В июле 1942 года вступил в движение Сопротивления. Создал контору по изготовлению разрешений на поездки и фальшивых документов. Принадлежал к сети Мориса Бакмастера, для которой он выполнил несколько миссий в британских и американских посольствах в Испании. В конце 1943 года присоединился к пиренейским маки. В октябре 1944 года был переведён в DGSS, позже — в DGER. Войну закончил в звании майора.
Несмотря на это, в ноябре 1944 года чрезвычайный съезд СФИО в Париже исключил Дюбоска за голосование 10 июля 1940 года. Несмотря на то, что в 31 декабря Почётное жюри под председательством Рене Кассена сняло обвинение с Дюбоска в виду его деятельности в рядах Сопротивления, социалисты и члены Сопротивления не изменили решения, и в марте 1945 года Генеральный совет Жера не стал восстанавливать Дюбоска в качестве своего члена. В августе 1945 года участвовал в создании Демократической социалистической партии (ДСП) Фор, Поль, объединившей таких же маргинализированных социалистов, войдя в её исполнительный комитет. В 1946 году стал федеральным секретарём партии, призывал голосовать против на референдуме 5 мая. В том же году вступил в Объединение левых республиканцев, в 1949—1950 годах был его вице-президентом. В 1951 году вошёл в Руководящий комитет ДСП, в 1952 стал заместителем генерального секретаря. После муниципальных выборов 1953 года покинул партию, чтобы основать Национальный центр независимых левых, республиканских социалистов и независимых социалистов. На выборах 1956 года безуспешно баллотировался в Шере. 28 марта 1957 года был назначен заместителем генерального секретаря. Скончался 8 июня 1991 года в Кондоме.